# Torneo de Eastbourne
El Torneo de Eastbourne (denominado oficialmente Lexus Eastbourne Open) es un torneo profesional de tenis de categoría masculina y femenina que se disputa anualmente en la ciudad inglesa de Eastbourne, a mediados del mes de junio sobre hierba al aire libre.
La categoría femenina se disputa desde 1975. A partir del año 2009 pasa a ser de categoría WTA 500. La tenista con más victorias es la estadounidense Martina Navrátilová con 11 títulos.
En categoría masculina se diputaron 2 ediciones entre 1972 y 1973, y hasta la temporada 2009 no se volvió a celebrar, ya dentro de la categoría ATP Tour 250. El tenista que más títulos ha logrado es el estadounidense Taylor Fritz con 3. En febrero de 2014 la ATP anunció la celebración de un nuevo torneo en Nottingham que sustituiría al de Eastbourne, aunque en 2017 volvió a celebrarse de manera habitual.

## Palmarés

### Individual masculino
| Año              | Campeón                                  | Subcampeón                               | Resultado                                |
| ---------------- | ---------------------------------------- | ---------------------------------------- | ---------------------------------------- |
| ↓ ATP Tour 250 ↓ |                                          |                                          |                                          |
| 2009             | Dmitry Tursunov                          | Frank Dancevic                           | 6-3, 7-6(5)                              |
| 2010             | Michael Llodra                           | Guillermo García-López                   | 7-5, 6-2                                 |
| 2011             | Andreas Seppi                            | Janko Tipsarević                         | 7-6(5), 3-6, 5-3, ret.                   |
| 2012             | Andy Roddick                             | Andreas Seppi                            | 6-3, 6-2                                 |
| 2013             | Feliciano López                          | Gilles Simon                             | 7-6(2), 6-7(5), 6-0                      |
| 2014             | Feliciano López                          | Richard Gasquet                          | 6-3, 6-7(5), 7-5                         |
| 2015- 2016       | No celebrado                             | No celebrado                             | No celebrado                             |
| 2017             | Novak Djokovic                           | Gaël Monfils                             | 6-3, 6-4                                 |
| 2018             | Mischa Zverev                            | Lukáš Lacko                              | 6-4, 6-4                                 |
| 2019             | Taylor Fritz                             | Sam Querrey                              | 6-3, 6-4                                 |
| 2020             | No disputado por la pandemia de COVID-19 | No disputado por la pandemia de COVID-19 | No disputado por la pandemia de COVID-19 |
| 2021             | Álex de Miñaur                           | Lorenzo Sonego                           | 4-6, 6-4, 7-6(5)                         |
| 2022             | Taylor Fritz                             | Maxime Cressy                            | 6-2, 6-7(4), 7-6(4)                      |
| 2023             | Francisco Cerúndolo                      | Tommy Paul                               | 6-4, 1-6, 6-4                            |
| 2024             | Taylor Fritz                             | Max Purcell                              | 6-4, 6-3                                 |
| 2025             | Taylor Fritz                             | Jenson Brooksby                          | 7-5, 6-1                                 |

### Individual femenino
| Año  | Campeona                                 | Subcampeona                              | Resultado                                |
| ---- | ---------------------------------------- | ---------------------------------------- | ---------------------------------------- |
| 1978 | Martina Navrátilová                      | Chris Evert                              | 6-4, 4-6, 9-7                            |
| 1979 | Chris Evert                              | Martina Navrátilová                      | 7-5, 5-7, 13-11                          |
| 1980 | Tracy Austin                             | Wendy Turnbull                           | 7-6(3), 6-2                              |
| 1981 | Tracy Austin                             | Andrea Jaeger                            | 6-3, 6-4                                 |
| 1982 | Martina Navrátilová                      | Hana Mandlíková                          | 6-4, 6-3                                 |
| 1983 | Martina Navrátilová                      | Wendy Turnbull                           | 6-1, 6-1                                 |
| 1984 | Martina Navrátilová                      | Kathy Jordan                             | 6-4, 6-1                                 |
| 1985 | Martina Navrátilová                      | Helena Suková                            | 6-4, 6-3                                 |
| 1986 | Martina Navrátilová                      | Helena Suková                            | 3-6, 6-3, 6-4                            |
| 1987 | Helena Suková                            | Martina Navrátilová                      | 7-6(5), 6-3                              |
| 1988 | Martina Navrátilová                      | Natasha Zvereva                          | 6-2, 6-2                                 |
| 1989 | Martina Navrátilová                      | Raffaella Reggi                          | 7-6(2), 6-2                              |
| 1990 | Martina Navrátilová                      | Gretchen Magers                          | 6-0, 6-2                                 |
| 1991 | Martina Navrátilová                      | Arantxa Sánchez Vicario                  | 6-4, 6-4                                 |
| 1992 | Lori McNeil                              | Linda Harvey Wild                        | 6-4, 6-4                                 |
| 1993 | Martina Navrátilová                      | Miriam Oremans                           | 2-6, 6-2, 6-3                            |
| 1994 | Meredith McGrath                         | Linda Harvey Wild                        | 6-2, 6-4                                 |
| 1995 | Nathalie Tauziat                         | Chanda Rubin                             | 3-6, 6-0, 7-5                            |
| 1996 | Monica Seles                             | Mary Joe Fernández                       | 6-0, 6-2                                 |
| 1997 | Final suspendida por la lluvia           | Final suspendida por la lluvia           | Final suspendida por la lluvia           |
| 1998 | Jana Novotná                             | Arantxa Sánchez Vicario                  | 6-1, 7-5                                 |
| 1999 | Natasha Zvereva                          | Nathalie Tauziat                         | 0-6, 7-5, 6-3                            |
| 2000 | Julie Halard-Decugis                     | Dominique Monami                         | 7-6(4), 6-4                              |
| 2001 | Lindsay Davenport                        | Magüi Serna                              | 6-2, 6-0                                 |
| 2002 | Chanda Rubin                             | Anastasia Myskina                        | 6-1, 6-3                                 |
| 2003 | Chanda Rubin                             | Conchita Martínez                        | 6-4, 3-6, 6-4                            |
| 2004 | Svetlana Kuznetsova                      | Daniela Hantuchová                       | 2-6, 7-6(2), 6-4                         |
| 2005 | Kim Clijsters                            | Vera Dushevina                           | 7-5, 6-0                                 |
| 2006 | Justine Henin                            | Anastasia Myskina                        | 4-6, 6-1, 7-6(5)                         |
| 2007 | Justine Henin                            | Amélie Mauresmo                          | 7-5, 6-7(4), 7-6(2)                      |
| 2008 | Agnieszka Radwańska                      | Nadia Petrova                            | 6-4, 6-7(11), 6-4                        |
| 2009 | Caroline Wozniacki                       | Virginie Razzano                         | 7-6(5), 7-5                              |
| 2010 | Ekaterina Makarova                       | Victoria Azarenka                        | 7-6(5), 6-4                              |
| 2011 | Marion Bartoli                           | Petra Kvitová                            | 6-1, 4-6, 7-5                            |
| 2012 | Tamira Paszek                            | Angelique Kerber                         | 5-7, 6-3, 7-5                            |
| 2013 | Elena Vesnina                            | Jamie Hampton                            | 6-2, 6-1                                 |
| 2014 | Madison Keys                             | Angelique Kerber                         | 6-3, 3-6, 7-5                            |
| 2015 | Belinda Bencic                           | Agnieszka Radwańska                      | 6-4, 4-6, 6-0                            |
| 2016 | Dominika Cibulková                       | Karolína Plíšková                        | 7-5, 6-3                                 |
| 2017 | Karolína Plíšková                        | Caroline Wozniacki                       | 6-4, 6-4                                 |
| 2018 | Caroline Wozniacki                       | Aryna Sabalenka                          | 7-5, 7-6(5)                              |
| 2019 | Karolína Plíšková                        | Angelique Kerber                         | 6-1, 6-4                                 |
| 2020 | No disputado por la pandemia de COVID-19 | No disputado por la pandemia de COVID-19 | No disputado por la pandemia de COVID-19 |
| 2021 | Jeļena Ostapenko                         | Anett Kontaveit                          | 6-3, 6-3                                 |
| 2022 | Petra Kvitová                            | Jeļena Ostapenko                         | 6-3, 6-2                                 |
| 2023 | Madison Keys                             | Daria Kasátkina                          | 6-2, 7-6(13)                             |
| 2024 | Daria Kasátkina                          | Leylah Fernandez                         | 6-3, 6-4                                 |

### Dobles masculino
| Año              | Campeones                                | Subcampeones                             | Resultado                                |
| ---------------- | ---------------------------------------- | ---------------------------------------- | ---------------------------------------- |
| ↓ ATP Tour 250 ↓ |                                          |                                          |                                          |
| 2009             | Mariusz Fyrstenberg Marcin Matkowski     | Travis Parrott Filip Polášek             | 6-4, 6-4                                 |
| 2010             | Mariusz Fyrstenberg Marcin Matkowski     | Colin Fleming Ken Skupski                | 6-3, 5-7, [10-8]                         |
| 2011             | Jonathan Erlich Andy Ram                 | Grigor Dimitrov Andreas Seppi            | 6-3, 6-3                                 |
| 2012             | Colin Fleming Ross Hutchins              | Jamie Delgado Ken Skupski                | 6-4, 6-3                                 |
| 2013             | Alexander Peya Bruno Soares              | Colin Fleming Jonathan Marray            | 3-6, 6-3, [10-8]                         |
| 2014             | Treat Huey Dominic Inglot                | Alexander Peya Bruno Soares              | 7-5, 5-7, [10-8]                         |
| 2015- 2016       | No celebrado                             | No celebrado                             | No celebrado                             |
| 2017             | Bob Bryan Mike Bryan                     | Rohan Bopanna André Sá                   | 6-7(4), 6-4, [10-3]                      |
| 2018             | Luke Bambridge Jonny O'Mara              | Ken Skupski Neal Skupski                 | 7-5, 6-4                                 |
| 2019             | Juan Sebastián Cabal Robert Farah        | Máximo González Horacio Zeballos         | 3-6, 7-6(4), [10-6]                      |
| 2020             | No disputado por la pandemia de COVID-19 | No disputado por la pandemia de COVID-19 | No disputado por la pandemia de COVID-19 |
| 2021             | Nikola Mektić Mate Pavić                 | Rajeev Ram Joe Salisbury                 | 6-4, 6-3                                 |
| 2022             | Nikola Mektić Mate Pavić                 | Matwé Middelkoop Luke Saville            | 6-4, 6-2                                 |
| 2023             | Nikola Mektić Mate Pavić                 | Ivan Dodig Austin Krajicek               | 6-4, 6-2                                 |
| 2024             | Neal Skupski Michael Venus               | Matthew Ebden John Peers                 | 4-6, 7-6(2), [11-9]                      |
| 2025             | Julian Cash Lloyd Glasspool              | Ariel Behar Joran Vliegen                | 6-4, 7-6(5)                              |

### Dobles femenino
| Año  | Campeonas                                | Subcampeonas                             | Resultado                                |
| ---- | ---------------------------------------- | ---------------------------------------- | ---------------------------------------- |
| 1978 | Chris Evert Betty Stove                  | Billie Jean King Martina Navrátilová     | 6-4, 6-7, 7-5                            |
| 1979 | Betty Stove Wendy Turnbull               | Ilana Kloss Betty Ann Grubb-Stuart       | 6-2, 6-2                                 |
| 1980 | Kathy Jordan Anne Smith                  | Pam Shriver Betty Stove                  | 6-4, 6-1                                 |
| 1981 | Martina Navrátilová Pam Shriver          | Kathy Jordan Anne Smith                  | 6-7, 6-2, 6-1                            |
| 1982 | Martina Navrátilová Pam Shriver          | Kathy Jordan Anne Smith                  | 6-3, 6-4                                 |
| 1983 | Martina Navrátilová Pam Shriver          | Jo Durie Anne Hobbs                      | 6-1, 6-0                                 |
| 1984 | Martina Navrátilová Pam Shriver          | Jo Durie Ann Kiyomura                    | 6-4, 6-2                                 |
| 1985 | Martina Navrátilová Pam Shriver          | Kathy Jordan Elizabeth Sayers Smylie     | 7-5, 6-4                                 |
| 1986 | Martina Navrátilová Pam Shriver          | Claudia Kohde-Kilsch Helena Suková       | 6-2, 6-4                                 |
| 1987 | Svetlana Parkhomenko Larisa Savchenko    | Rosalyn Fairbank Elizabeth Smylie        | 7-6(5), 4-6, 7-5                         |
| 1988 | Eva Pfaff Elizabeth Smylie               | Belinda Cordwell Dinky Van Rensburg      | 6-3, 7-6(6)                              |
| 1989 | Katrina Adams Zina Garrison              | Jana Novotná Helena Suková               | 6-3, ret.                                |
| 1990 | Larisa Savchenko Natalia Zvereva         | Patty Fendick Zina Garrison              | 6-4, 6-3                                 |
| 1991 | Larisa Savchenko Natalia Zvereva         | Gigi Fernández Jana Novotná              | 2-6, 6-4, 6-4                            |
| 1992 | Jana Novotná Larisa Savchenko Neiland    | Mary Joe Fernández Zina Garrison         | 6-0, 6-3                                 |
| 1993 | Gigi Fernández Natalia Zvereva           | Jana Novotná Larisa Savchenko Neiland    | 2-6, 7-5, 6-1                            |
| 1994 | Gigi Fernández Natasha Zvereva           | Inés Gorrochategui Helena Suková         | 6-7(4), 6-4, 6-3                         |
| 1995 | Jana Novotná Arantxa Sánchez Vicario     | Gigi Fernández Natasha Zvereva           | 0-6, 6-3, 6-4                            |
| 1996 | Jana Novotná Arantxa Sánchez Vicario     | Rosalyn Fairbank Pam Shriver             | 4-6, 7-5, 6-4                            |
| 1997 | Final suspendida por la lluvia           | Final suspendida por la lluvia           | Final suspendida por la lluvia           |
| 1998 | Mariaan de Swardt Jana Novotná           | Arantxa Sánchez Vicario Natasha Zvereva  | 6-1, 6-3                                 |
| 1999 | Martina Hingis Anna Kournikova           | Jana Novotná Natasha Zvereva             | 6-4, ret.                                |
| 2000 | Ai Sugiyama Nathalie Tauziat             | Lisa Raymond Rennae Stubbs               | 2-6, 6-3, 7-6(3)                         |
| 2001 | Lisa Raymond Rennae Stubbs               | Cara Black Elena Likhovtseva             | 6-2, 6-2                                 |
| 2002 | Lisa Raymond Rennae Stubbs               | Cara Black Elena Likhovtseva             | 6-7(5), 7-6(6), 6-2                      |
| 2003 | Lisa Raymond Lindsay Davenport           | Jennifer Capriati Magüi Serna            | 6-3, 6-2                                 |
| 2004 | Alicia Molik Magüi Serna                 | Svetlana Kuznetsova Elena Likhovtseva    | 6-4, 6-4                                 |
| 2005 | Lisa Raymond Rennae Stubbs               | Elena Likhovtseva Vera Zvonareva         | 6-3, 7-5                                 |
| 2006 | Svetlana Kuznetsova Amélie Mauresmo      | Liezel Huber Martina Navrátilová         | 6-2, 6-4                                 |
| 2007 | Lisa Raymond Samantha Stosur             | Květa Peschke Rennae Stubbs              | 6-7(5), 6-4, 6-3                         |
| 2008 | Cara Black Liezel Huber                  | Květa Peschke Rennae Stubbs              | 2-6, 6-0, [10-8]                         |
| 2009 | Akgul Amanmuradova Ai Sugiyama           | Samantha Stosur Rennae Stubbs            | 6-4, 6-3                                 |
| 2010 | Lisa Raymond Rennae Stubbs               | Květa Peschke Katarina Srebotnik         | 6-2, 2-6, [13-11]                        |
| 2011 | Květa Peschke Katarina Srebotnik         | Liezel Huber Lisa Raymond                | 6-3, 6-0                                 |
| 2012 | Nuria Llagostera María José Martínez     | Liezel Huber Lisa Raymond                | 6-4, ret.                                |
| 2013 | Nadia Petrova Katarina Srebotnik         | Monica Niculescu Klára Zakopalová        | 6-3, 6-3                                 |
| 2014 | Hao-Ching Chan Yung-Jan Chan             | Martina Hingis Flavia Pennetta           | 6-3, 5-7, [10-7]                         |
| 2015 | Caroline Garcia Katarina Srebotnik       | Yung-Jan Chan Jie Zheng                  | 7-6(5), 6-2                              |
| 2016 | Darija Jurak Anastasia Rodionova         | Hao-Ching Chan Yung-Jan Chan             | 5-7, 7-6(4), [10-6]                      |
| 2017 | Yung-Jan Chan Martina Hingis             | Ashleigh Barty Casey Dellacqua           | 6-3, 7-5                                 |
| 2018 | Gabriela Dabrowski Xu Yifan              | Irina-Camelia Begu Mihaela Buzărnescu    | 6-3, 7-5                                 |
| 2019 | Hao-Ching Chan Yung-Jan Chan             | Kirsten Flipkens Bethanie Mattek-Sands   | 2-6, 6-3, [10-6]                         |
| 2020 | No disputado por la pandemia de COVID-19 | No disputado por la pandemia de COVID-19 | No disputado por la pandemia de COVID-19 |
| 2021 | Shuko Aoyama Ena Shibahara               | Nicole Melichar Demi Schuurs             | 6-1, 6-4                                 |
| 2022 | Aleksandra Krunić Magda Linette          | Lyudmyla Kichenok Jeļena Ostapenko       | ret.                                     |
| 2023 | Desirae Krawczyk Demi Schuurs            | Nicole Melichar Ellen Perez              | 6-2, 6-4                                 |
| 2024 | Lyudmyla Kichenok Jeļena Ostapenko       | Gabriela Dabrowski Erin Routliffe        | 5-7, 7-6(2), [10-8]                      |